# Arterias conjuntivales anteriores
Las arterias conjuntivales anteriores son arterias que se originan como ramas de las arterias ciliares anteriores. No presentan ramas.

## Origen y trayecto
La vascularización del ojo tiene una doble procedencia: la red palpebral, formada por las arterias palpebrales (laterales y mediales), y la red de arterias ciliares anteriores.
La red de arterias ciliares anteriores, antes de penetrar en el limbo de la córnea, que está a unos 2 mm., da lugar a las arterias conjuntivales anteriores, que vascularizan la conjuntiva bulbar (conjuntiva ocular) hasta alcanzar la conjuntiva bulbar perilímbica o pericorneal (anillo conjuntival). Allí se anastomosan con las ramas de las arterias conjuntivales posteriores para formar una red vascular en empalizada.

## Distribución
Se distribuyen hacia la conjuntiva.